# Molalité
Ne doit pas être confondu avec Molarité.
En physique, particulièrement en chimie, la molalité d'un soluté dans une solution est la quantité de soluté contenue dans 1 kg de solvant. Elle s'exprime en moles par kilogramme (symbole : mol/kg) et est notée {\displaystyle b} ou {\displaystyle m}. Elle est définie par :
{\displaystyle b={n_{\text{soluté}} \over m_{\text{solvant}}}}
avec :
- {\displaystyle n_{\text{soluté}}} la quantité  de soluté, en moles ;
- {\displaystyle m_{\text{solvant}}} la masse  de solvant, en kilogrammes.

Contrairement à la concentration molaire (molarité, en mol/l), rapport de la quantité de soluté au volume de la solution, la molalité ne dépend pas de la température, ce qui permet une meilleure précision des mesures.

## Conversions
On peut exprimer la molalité en fonction d'autres modalités, fraction massique, fraction molaire, concentration molaire, concentration massique, etc.

### Fraction massique
Les liens avec la fraction massique {\displaystyle w_{\sigma }} sont :
{\displaystyle w_{\sigma }={b_{\sigma }M_{\sigma } \over 1+b_{\sigma }M_{\sigma }}}
{\displaystyle b_{\sigma }={w_{\sigma } \over \left(1-w_{\sigma }\right)M_{\sigma }}}
avec :
- {\displaystyle b_{\sigma }} la molalité du soluté {\displaystyle \sigma }, en mol/kg ;
- {\displaystyle M_{\sigma }} la masse molaire du soluté {\displaystyle \sigma }, en kg/mol ;
- {\displaystyle w_{\sigma }} la fraction massique du soluté {\displaystyle \sigma }, sans unité (ou en kg/kg).

### Fraction molaire
Les liens avec la fraction molaire {\displaystyle x_{\sigma }} sont :
{\displaystyle x_{\sigma }={b_{\sigma }M_{s} \over 1+b_{\sigma }M_{s}}}
{\displaystyle b_{\sigma }={x_{\sigma } \over \left(1-x_{\sigma }\right)M_{s}}}
avec :
- {\displaystyle b_{\sigma }} la molalité du soluté {\displaystyle \sigma }, en mol/kg ;
- {\displaystyle M_{s}} la masse molaire du solvant {\displaystyle s}, en kg/mol ;
- {\displaystyle x_{\sigma }} la fraction molaire du soluté {\displaystyle \sigma }, sans unité (ou en mol/mol).